# Gabriel Josipovici
Gabriel David Josipovici miembro de la Academia Británica y de la Royal Society of Literature -conocida como FRSL- es un escritor, crítico, teórico literario y guionista británico nacido en 1940.

## Biografía
Nació en Niza, Francia, en 1940 de padres judíos. Durante el régimen de Vichy, Gabriel Josipovici y su madre, Sacha Rabinovitz, escaparon de la persecución antisemita huyendo a un pueblo de los Alpes franceses. Estudió durante seis años en Egipto en el Victoria College, El Cairo de 1950 a 1956, antes de emigrar con su madre a Inglaterra y terminar sus estudios de bachillerato en Cheltenham College, Gloucestershire. Estudió inglés en St Edmund Hall, Oxford, donde se graduó con un primer puesto en 1961. Gabriel Josipovici enseñó en la Universidad de Sussex en Brighton a partir de 1963 hasta 1998, donde es profesor de investigación en la Escuela de Posgrado de Humanidades. Anteriormente fue profesor Weidenfeld de Literatura Comparada en la Universidad de Oxford. Josipovici ha publicado más de una docena de novelas, tres volúmenes de cuentos y varios libros críticos. Carcanet Press ha publicado su trabajo desde su novela Contre Jour en 1986. Sus obras se han llevado al teatro en Gran Bretaña y a la radio, en Francia y Alemania, y su obra ha sido traducida a los principales idiomas europeos y árabes. En 2001 publicó A Life, una memoria biográfica de su madre, la traductora y poeta Sacha Rabinovitch. En 2007, Gabriel Josipovici dio la Conferencia en la Universidad de Londres titulada ¿Qué ha pasado con la modernidad? y fue posteriormente publicada por Yale University Press.
Contribuye frecuentemente con The Times Literary Supplement.

### Ficción
- The Inventory (1968)
- Mobius the Stripper: Stories and Short Plays (1974)
- The Present (1975)
- Four Stories (1977)
- Migrations (1977)
- The Echo Chamber (1979)
- The Air We Breathe (1981)
- Conversations in Another Room (1981)
- Contre Jour (1984)
- In the Fertile Land (1987)
- Steps: Selected Fiction and Drama (1990)
- The Big Glass(1991)
- In a Hotel Garden (1993)
- Moo Pak (1996) (Hardback, 1994)
- Now (1998)
- Goldberg: Variations (2002)
- Only Joking (2005)
- Everything Passes (2006)
- After and making Mistakes (2008)
- Heart's Wings (2010)
- The Cemetery in Barnes (2018)

### No Ficción
- The World and the Book (1971, 1979)
- The Lessons of Modernism (1977, 1987)
- Writing and the Body (1982)
- The Mirror of Criticism: Selected Reviews (1983)
- The Book of God: A Response to the Bible (1988, 1990)
- Text and Voice (1992)
- On Trust: Art and the Temptations of Suspicion (1999)
- A Life (2001). A memoir of Josipovici's mother.
- The singer on the Shore: essays 1991–2004 (2006)
- What Ever Happened to Modernism? (Yale University Press, 2010)